# Мала Мечетня
Мала́ Мечетня — село в Україні, у Кривоозерській селищній громаді Первомайського району Миколаївської області. Населення становить 760 осіб. Територією села тече річка Мечетка. Є краєзнавчий музей, в якому можна дізнатися походження та історію місцевості

## Історія
21 серпня 2016 року митрополит Миколаївський і Богоявленський Володимир в Малій Мечетні звершив чин освячення новозбудованого храму.